# Telmo Zarra
(Emilio Butragueño)
Telmo Zarraonandia Montoya, noto semplicemente come Telmo Zarra (Erandio, 20 gennaio 1921 – Bilbao, 23 febbraio 2006), è stato un calciatore spagnolo e basco, di ruolo attaccante.

## Carriera
Dopo una stagione nell'Erandio (1939-40) approda all'Athletic Club, squadra in cui resterà 15 anni, diventando il giocatore più prolifico nella storia del club. Con la squadra di Bilbao ha vinto sei volte il Trofeo Pichichi, il riconoscimento che si assegna al miglior marcatore della Liga. Inoltre è il terzo più prolifico calciatore della storia del calcio spagnolo, con 251 reti all'attivo, ed era anche il giocatore ad aver segnato il maggior numero di reti in una stagione (38 nella 1950-51), fino alla stagione 2011-12 quando è stato superato da Lionel Messi.
Nonostante le sue ottime prestazioni in campionato, ha giocato in nazionale solo 20 partite in cui ha segnato 20 gol. Ha comunque partecipato alla Coppa del Mondo in Brasile del 1950, segnando 4 gol. Nel 1955 lascia l'Athletic Club per giocare una stagione nell'Indautxu e una nel Barakaldo.
È morto il 23 febbraio 2006 a seguito di un infarto, all'età di 85 anni. In suo onore è stato istituito, a partire dalla stagione 2005-06, il Trofeo Zarra, assegnato dal quotidiano Marca al giocatore spagnolo che ha segnato più gol in campionato. Il primo a vincerlo è stato David Villa (25 gol con il Valencia).

## Statistiche

### Presenze e reti nei club
| Stagione               | Squadra                | Campionato             | Campionato | Campionato | Coppe nazionali | Coppe nazionali | Coppe nazionali | Coppe continentali | Coppe continentali | Coppe continentali | Altre coppe | Altre coppe | Altre coppe | Totale | Totale |
| Stagione               | Squadra                | Comp                   | Pres       | Reti       | Comp            | Pres            | Reti            | Comp               | Pres               | Reti               | Comp        | Pres        | Reti        | Pres   | Reti   |
| ---------------------- | ---------------------- | ---------------------- | ---------- | ---------- | --------------- | --------------- | --------------- | ------------------ | ------------------ | ------------------ | ----------- | ----------- | ----------- | ------ | ------ |
| 1939-1940              | Erandio                | SD                     | 20         | 12         | CdG             | 0               | 0               | -                  | -                  | -                  | -           | -           | -           | 20     | 12     |
| 1940-1941              | Athletic Bilbao        | PD                     | 8          | 5          | CdG             | 0               | 0               | -                  | -                  | -                  | -           | -           | -           | 8      | 5      |
| 1941-1942              | Athletic Bilbao        | PD                     | 21         | 17         | CdG             | 8               | 11              | -                  | -                  | -                  | -           | -           | -           | 29     | 28     |
| 1942-1943              | Athletic Bilbao        | PD                     | 17         | 16         | CdG             | 8               | 8               | -                  | -                  | -                  | -           | -           | -           | 25     | 24     |
| 1943-1944              | Athletic Bilbao        | PD                     | 21         | 12         | CdG             | 10              | 10              | -                  | -                  | -                  | -           | -           | -           | 31     | 22     |
| 1944-1945              | Athletic Bilbao        | PD                     | 26         | 20         | CdG             | 9               | 14              | -                  | -                  | -                  | -           | -           | -           | 35     | 34     |
| 1945-1946              | Athletic Bilbao        | PD                     | 18         | 24         | CdG             | 2               | 0               | -                  | -                  | -                  | -           | -           | -           | 20     | 24     |
| 1946-1947              | Athletic Bilbao        | PD                     | 24         | 33         | CdG             | 6               | 3               | -                  | -                  | -                  | -           | -           | -           | 30     | 36     |
| 1947-1948              | Athletic Bilbao        | PD                     | 16         | 9          | CdG             | 0               | 0               | -                  | -                  | -                  | -           | -           | -           | 16     | 9      |
| 1948-1949              | Athletic Bilbao        | PD                     | 26         | 22         | CdG             | 10              | 9               | -                  | -                  | -                  | -           | -           | -           | 36     | 31     |
| 1949-1950              | Athletic Bilbao        | PD                     | 26         | 24         | CdG             | 7               | 13              | -                  | -                  | -                  | -           | -           | -           | 33     | 37     |
| 1950-1951              | Athletic Bilbao        | PD                     | 30         | 38         | CdG             | 6               | 8               | -                  | -                  | -                  | -           | -           | -           | 36     | 46     |
| 1951-1952              | Athletic Bilbao        | PD                     | 5          | 3          | CdG             | 0               | 0               | -                  | -                  | -                  | -           | -           | -           | 5      | 3      |
| 1952-1953              | Athletic Bilbao        | PD                     | 29         | 24         | CdG             | 7               | 5               | -                  | -                  | -                  | -           | -           | -           | 36     | 29     |
| 1953-1954              | Athletic Bilbao        | PD                     | 5          | 2          | CdG             | 1               | 0               | -                  | -                  | -                  | -           | -           | -           | 6      | 2      |
| 1954-1955              | Athletic Bilbao        | PD                     | 6          | 2          | CdG             | 0               | 0               | -                  | -                  | -                  | -           | -           | -           | 6      | 2      |
| Totale Athletic Bilbao | Totale Athletic Bilbao | Totale Athletic Bilbao | 278        | 251        |                 | 74              | 81              |                    | -                  | -                  |             | -           | -           | 352    | 332    |
| 1955-1956              | Indautxu               | SD                     | 27         | 17         | CdG             | 0               | 0               | -                  | -                  | -                  | -           | -           | -           | 27     | 17     |
| 1956-1957              | Barakaldo              | SD                     | 12         | 2          | CdG             | 0               | 0               | -                  | -                  | -                  | -           | -           | -           | 12     | 2      |
| Totale carriera        | Totale carriera        | Totale carriera        | 337        | 282        |                 | 74              | 81              |                    | -                  | -                  |             | -           | -           | 411    | 363    |

### Cronologia presenze e reti in nazionale
| Cronologia completa delle presenze e delle reti in nazionale ― Spagna | Cronologia completa delle presenze e delle reti in nazionale ― Spagna | Cronologia completa delle presenze e delle reti in nazionale ― Spagna | Cronologia completa delle presenze e delle reti in nazionale ― Spagna | Cronologia completa delle presenze e delle reti in nazionale ― Spagna | Cronologia completa delle presenze e delle reti in nazionale ― Spagna | Cronologia completa delle presenze e delle reti in nazionale ― Spagna | Cronologia completa delle presenze e delle reti in nazionale ― Spagna |
| Data                                                                  | Città                                                                 | In casa                                                               | Risultato                                                             | Ospiti                                                                | Competizione                                                          | Reti                                                                  | Note                                                                  |
| --------------------------------------------------------------------- | --------------------------------------------------------------------- | --------------------------------------------------------------------- | --------------------------------------------------------------------- | --------------------------------------------------------------------- | --------------------------------------------------------------------- | --------------------------------------------------------------------- | --------------------------------------------------------------------- |
| 11-3-1945                                                             | Oeiras                                                                | Portogallo                                                            | 2 – 2                                                                 | Spagna                                                                | Amichevole                                                            | -                                                                     |                                                                       |
| 6-5-1945                                                              | La Coruña                                                             | Spagna                                                                | 4 – 2                                                                 | Portogallo                                                            | Amichevole                                                            | 2                                                                     |                                                                       |
| 23-6-1946                                                             | Madrid                                                                | Spagna                                                                | 0 – 1                                                                 | Irlanda                                                               | Amichevole                                                            | -                                                                     | 35’                                                                   |
| 26-1-1947                                                             | Oeiras                                                                | Portogallo                                                            | 4 – 1                                                                 | Spagna                                                                | Amichevole                                                            | -                                                                     |                                                                       |
| 2-3-1947                                                              | Dublino                                                               | Irlanda                                                               | 3 – 2                                                                 | Spagna                                                                | Amichevole                                                            | 2                                                                     |                                                                       |
| 20-3-1949                                                             | Oeiras                                                                | Portogallo                                                            | 1 – 1                                                                 | Spagna                                                                | Amichevole                                                            | 1                                                                     |                                                                       |
| 27-3-1949                                                             | Madrid                                                                | Spagna                                                                | 1 – 3                                                                 | Italia                                                                | Amichevole                                                            | -                                                                     |                                                                       |
| 12-6-1949                                                             | Dublino                                                               | Irlanda                                                               | 1 – 4                                                                 | Spagna                                                                | Amichevole                                                            | 2                                                                     |                                                                       |
| 19-6-1949                                                             | Colombes                                                              | Francia                                                               | 1 – 5                                                                 | Spagna                                                                | Amichevole                                                            | -                                                                     |                                                                       |
| 2-4-1950                                                              | Madrid                                                                | Spagna                                                                | 5 – 1                                                                 | Portogallo                                                            | Qual. Mondiali 1950                                                   | 2                                                                     |                                                                       |
| 9-4-1950                                                              | Oeiras                                                                | Portogallo                                                            | 2 – 2                                                                 | Spagna                                                                | Qual. Mondiali 1950                                                   | 1                                                                     |                                                                       |
| 25-6-1950                                                             | Curitiba                                                              | Spagna                                                                | 3 – 1                                                                 | Stati Uniti                                                           | Mondiali 1950 - 1º turno                                              | 1                                                                     |                                                                       |
| 29-6-1950                                                             | Rio de Janeiro                                                        | Cile                                                                  | 0 – 2                                                                 | Spagna                                                                | Mondiali 1950 - 1º turno                                              | 1                                                                     |                                                                       |
| 2-7-1950                                                              | Rio de Janeiro                                                        | Inghilterra                                                           | 0 – 1                                                                 | Spagna                                                                | Mondiali 1950 - 1º turno                                              | 1                                                                     |                                                                       |
| 9-7-1950                                                              | San Paolo                                                             | Spagna                                                                | 2 – 2                                                                 | Uruguay                                                               | Mondiali 1950 - 2º turno                                              | -                                                                     |                                                                       |
| 13-7-1950                                                             | San Paolo                                                             | Brasile                                                               | 6 – 1                                                                 | Spagna                                                                | Mondiali 1950 - 2º turno                                              | -                                                                     |                                                                       |
| 16-7-1950                                                             | San Paolo                                                             | Svezia                                                                | 3 – 1                                                                 | Spagna                                                                | Mondiali 1950 - 2º turno                                              | 1                                                                     | cap.                                                                  |
| 18-2-1951                                                             | Madrid                                                                | Spagna                                                                | 6 – 3                                                                 | Svizzera                                                              | Amichevole                                                            | 4                                                                     |                                                                       |
| 10-6-1951                                                             | Bruxelles                                                             | Belgio                                                                | 3 – 3                                                                 | Spagna                                                                | Amichevole                                                            | 2                                                                     |                                                                       |
| 17-6-1951                                                             | Solna                                                                 | Svezia                                                                | 0 – 0                                                                 | Spagna                                                                | Amichevole                                                            | -                                                                     |                                                                       |
| Totale                                                                |                                                                       | Presenze                                                              | 20                                                                    |                                                                       | Reti                                                                  | 20                                                                    |                                                                       |

## Palmarès

### Giocatore

#### Club

##### Competizioni nazionali
- Campionato spagnolo: 1

Athletic Club: 1942-1943
- Coppa di Spagna: 5

Athletic Club: 1943, 1944, 1944-1945, 1949-1950, 1955
- Coppa Eva Duarte: 1

Athletic Club: 1950

#### Individuale
- Trofeo Pichichi il miglior marcatore stagionale della Primera División spagnola: 6

1944-1945 (20 gol), 1945-1946 (24 gol), 1946-1947 (33 gol), 1949-1950 (24 gol), 1950-1951(38 gol), 1952-1953 (24 gol)
- Capocannoniere della Coppa del Re: 6  (record)

1942 (11 gol), 1944 (10 gol), 1944-1945 (14 gol), 1948-1949 (9 gol), 1949-1950 (13 gol), 1951 (8 gol)

#### Decorazioni
- Medaglia d'oro – Ordine reale del merito sportivo [1]
- Distinzione 'Lan Onari' del Governo basco (in riconoscimento della sua carriera professionale) [2]
- Decano del Hall of Fame del calcio internazionale [3]
- Trofeo Pichichi d'oro [4]
- Insegne in oro e diamanti del Club Deportivo Málaga
- Botafumeiro d'argento del Real Club Deportivo de La Coruña

## Record
- Terzo miglior cannoniere di sempre della Liga spagnola: 251 gol
- Miglior cannoniere di sempre della Coppa del re: 81 gol
- Miglior cannoniere di sempre dell'Athletic Club: 336 gol
  - Miglior cannoniere di sempre dell'Athletic Club in campionato: 251 gol
  - Miglior cannoniere di sempre dell'Athletic Club in coppa: 81 gol
- Terzo miglior cannoniere di una singola stagione di campionato: 38 gol (1950-1951), al pari di Hugo Sánchez, dietro a Lionel Messi (50) e Cristiano Ronaldo (48).